# Cantonul Anse
Cantonul Anse este un canton din arondismentul Villefranche-sur-Saône, departamentul Rhône, regiunea Rhône-Alpes, Franța.

## Comune
- Alix
- Ambérieux
- Anse (reședință)
- Belmont-d'Azergues
- Charnay
- Chazay-d'Azergues
- Lachassagne
- Liergues
- Lozanne
- Lucenay
- Marcy
- Morancé
- Pommiers
- Pouilly-le-Monial
- Saint-Jean-des-Vignes